# Quenton Nelson
Quenton Nelson (* 19. März 1996 in Holmdel, New Jersey) ist ein US-amerikanischer American-Football-Spieler in der National Football League (NFL). Er spielt für die Indianapolis Colts als Guard.

## College
Nelson besuchte von 2014 bis 2017 die University of Notre Dame und spielte dort ab 2015 College Football für die Notre Dame Fighting Irish. Insgesamt absolvierte er 37 Spiele für die Fighting Irish.

## NFL

### NFL Draft
Nelson wurde im Vorfeld des NFL Draft 2018 im Vergleich zu anderen Offensive Linemen sehr hoch gehandelt. Letztendlich verwendeten die Indianapolis Colts ihren 6. Pick für ihn und wählten ihn so bereits sehr früh in der ersten Runde des Drafts.

### Indianapolis Colts
Bereits in seiner Rookie-Saison konnte Nelson während der Regular Season 2018 sehr gute Leistungen zeigen und spielte alle 16 Spiele als Starter. Im Monat Oktober wurde er sogar zum NFL Offensive Rookie of the Month gewählt. Er erreichte mit den Colts die Play-offs, scheiterte dort allerdings im Divisional-Play-off-Spiel gegen die Kansas City Chiefs.
Nelson wurde in seiner ersten Saison in der NFL in den Pro Bowl gewählt und nahm am Pro Bowl 2019 teil.